# Thorsten Bihegue
Thorsten Bihegue (* 1974 in Oberhausen) ist ein deutscher Theaterregisseur, Dramaturg, Autor und Performer.

## Leben
Thorsten Bihegue wuchs in Oberhausen auf. Er studierte Kulturwissenschaften und Ästhetische Praxis an der Universität Hildesheim und Performance Writing am Dartington College of Arts. Während seiner Studienzeit gründete er mit der Dramatikerin Abi Basch das Theaterkollektiv. Von 2004 bis 2012 kamen Baschs Stücke u. a. am Theaterhaus Hildesheim, im Bindlestiff Studio, San Francisco, und am Onthological Hysteric Theatre, New York, zur Uraufführung.  Das Stück „Birds“ wurde 2007 zum Theatre-Without-Stages-Festival, St. Petersburg, und zum 8th Bangkok Fringe Festival eingeladen. Für „Arctic Hysteria“ (2012) arbeiteten sie in San Francisco mit Else Marie Laukvik vom Odin Teatret zusammen.
Für Werkgruppe 1 realisierte Bihegue 2007 sein erstes Kindertheaterstück Gaks und Giks, das 2008 zum Norddeutschen Kinder- und Jugendtheaterfestival Hart am Wind eingeladen wurde. Gastspiele führten die Produktion u. a. ins Schauspielhaus Zürich, ins FFT Düsseldorf und ins Wissenschaftsmuseum Le Vaisseau, Straßburg. 2009 erschien das Stück im Verlag für Kindertheater.
Von 2010 bis 2012 arbeitete er als Dramaturg am Theater Rudolstadt und leitete dort 2011 das 1. Thüringer Theaterfestival 60plus RUHESTÖRUNG. Von 2012 bis 2020 war er als Dramaturg, Schauspieler, Regisseur und Autor am Schauspiel Dortmund tätig. In Wenzel Storchs Inszenierungen Komm in meinen Wigwam (2015) und Das Maschinengewehr Gottes (2016) war er als Schauspieler zu sehen. Gemeinsam mit dem Dramaturgen Alexander Kerlin und dem Schauspieler Christoph Jöde schrieb und inszenierte er das erste Stück mit dem Dortmunder Sprechchor: Das phantastische Leben der Margot Maria Rakete. In den darauf folgenden Jahren folgten vier weitere Stücke mit dem Dortmunder Sprechchor. Gemeinsam mit dem Schauspieler Andreas Beck und der Punkband Die Kassierer brachte er 2014 die Punk-Operette „Häuptling Abendwind“ zur Uraufführung. 2020 folgte die zweite Zusammenarbeit zwischen den Kassierern und dem Schauspiel Dortmund: Die Kassierer und Die Drei von der Punkstelle.
2017 leitete Thorsten Bihegue das 1. Campfire-Festival für Journalismus und Neue Medien  des Recherche-Netzwerks CORRECT!V an der TU Dortmund.
Seit 2018 widmet er sich vermehrt dem Kinder- und Jugendtheater. Seine Uraufführungen mit der Jungen Bühne Bochum Silence oder Wie ich aus dem Fenster klang (2019) und (Amor und) Psyche – Wie man eine Superheldin wird (2020), die in Koproduktion mit dem Prinz Regent Theater entstanden, wurden jeweils zum WESTWIND Theatertreffen für junges Publikum NRW eingeladen. Für das Stück „Nervt!“, eine Ko-Produktion mit dem Jungen Schauspielhaus Bochum, erhielt er 2022 den 24. Kaas & Kappes Autor*innenpreis.

## Inszenierungen (Auswahl)
- „Krieg“ von Rainald Goetz, mit Theater Eingriff, Burgtheater Domäne Marienburg, Hildesheim, 2004.
- „Gaks und Giks“, mit Werkgruppe 1, Theaterhaus Hildesheim, 2007.
- „El Dramaturgo - Träume eines Dramaturgen“, LOFFT Leipzig, 2010.
- "8 Stunden (mindestens)" mit Turbo Pascal, Sophiensäle Berlin, 2013.[7]
- „Das phantastische Leben der Margot Maria Rakete“, Schauspiel Dortmund, 2013.[8]
- „Häuptling Abendwind und Die Kassierer“ nach Johann Nestroy, Schauspiel Dortmund, 2015.[9]
- „Komm in meinen Wigwam!“ von Wenzel Storch, Schauspiel Dortmund, 2015.[10][11]
- "Der große Marsch" von Wolfram Lotz, Theater Aachen, 2015.[12]
- "Das Bildnis des Dorian Gray", Schauspiel Dortmund, 2016.[13]
- „Das Maschinengewehr Gottes“ von Wenzel Storch, Schauspiel Dortmund, 2016.[14]
- „After Life - Jeder nur eine Erinnerung“, Schauspiel Dortmund, 2018.[15]
- „Ein bisschen Ruhe vor dem Sturm“ von Theresia Walser, Schauspiel Dortmund, 2018.[16]
- „Am Boden“ von George Brand, Schauspiel Dortmund, 2018.[17]
- „High Noon“ mit Pandora Pop, Theater an der Rott, 2019.[18]
- „Silence oder Wie ich aus dem Fenster klang“, Prinz Regent Theater, 2019.[19]
- „Das Reich der Tiere“ von Roland Schimmelpfennig, Schauspiel Dortmund, 2019.[20]
- „Play Hard Work“ mit Pandora Pop, Stadttheater Fürth, 2020.[21]
- "Die Kassierer und Die Drei von der Punkstelle", Schauspiel Dortmund, 2020.[22]
- "(Amor und) Psyche – Wie man eine Superheldin wird", Prinz Regent Theater, 2020.[23]
- „Nervt!“, Junges Schauspielhaus Bochum, 2021.[24]
- "Der kleine Prinz", Junges Schauspielhaus Bochum, 2022.
- "Rapunzel", Schlosstheater Moers, 2022.

## Auszeichnungen
- 10. Harder Literaturpreis (Förderpreis) für „Drei Momente älter werden“.
- WESTWIND-Jurypreis des Theatertreffen für junges Publikum NRW 2020 (Ausstattung) für (Amor und) Psyche – Wie man eine Superheldin wird
- 24. niederländisch-deutschen Kinder- und Jugenddramatiker*innenpreis Kaas & Kappes für „Nervt!“.